# Rasoul Korbekandi
Mohammad Reza Rasoul Korbekandi (persan : محمدرضا رسول کربکندی), né le 27 janvier 1953 à Ispahan en Iran, est un joueur de football international iranien, qui évoluait au poste de gardien de but, avant de devenir ensuite entraîneur.

## Biographie

### Carrière de joueur

#### Carrière en équipe nationale
Il reçoit deux sélections en équipe d'Iran lors de l'année 1978.
Il figure dans le groupe des sélectionnés lors de la Coupe du monde de 1978. Lors du mondial organisé en Argentine, il ne joue aucun match.

## Palmarès
Zob Ahan
- Championnat d'Iran :
  - Vice-champion : 2004-05.